# Pycnospora
Pycnospora là một chi thực vật có hoa thuộc họ Fabaceae.